# West Lindsey
West Lindsey ist ein District in der Grafschaft Lincolnshire in England. Verwaltungssitz ist die Stadt Gainsborough. Weitere bedeutende Orte sind Market Rasen, Cherry Willingham, Nettleham und Welton.
Der Bezirk wurde am 1. April 1974 gebildet und entstand aus der Fusion der Urban Districts Gainsborough und Market Rasen sowie der Rural Districts Caistor und Welton. Diese gehörten zuvor alle zu Lindsey, einer von 1889 bis 1974 bestehenden Verwaltungsgrafschaft.
Im District liegt der Fundort der Einbäume von Fiskerton.
Koordinaten: 53° 23′ N, 0° 29′ W